# Klasszikus cirkáló

A klasszikus cirkáló versenyhajóosztály (angolul Square Metre Yacht vagy Skerry Cruiser, németül Scharenkreuzer vagy Schärenkreuzer) Svédországból származik, és leginkább a Balti-tengeren volt elterjedt, bár néhány osztályát Európa többi részén és az Egyesült Államokban is kedvelték. A vitorlás jacht típusú hajót általában fából, az úgynevezett Square Metre Rule, a hajóosztályra vonatkozó szabályok alapján készítették. A klasszikus cirkálók különböző osztályai nem egy pontosan meghatározott terv alapján készülnek, azaz az azonos osztályba tartozó hajók nem egyformák, de az azonos szabályoknak való megfelelés miatt mind méretben, mind teljesítményben összehasonlíthatóak. A legtöbb klasszikus cirkáló hosszú, keskeny, alacsony fedélzetű, magas vitorlázattal rendelkező hajó.

## Eredete
1907-ben a Svéd Vitorlás Szövetség (Svenska Seglarförbundet, SSF) egy bizottságot alapított, hogy tervezzenek egy nemzeti versenyhajóosztályt. Mivel a korábbi szabályok túl egyszerűnek bizonyultak, amelynek következtében a hajók túlságosan gyorssá és versenyre kihegyezett célgépekké váltak, amelyek mind a biztonságot, mind pedig a praktikumot nélkülözték. A korábban meghatározott Általános Szabály (amit amerikai szabálynak is neveztek), illetve a Nemzetközi Szabály sem bizonyult megfelelőnek az SSF számára. A bizottság a következő év folyamán elkészítette az ajánlását, amit az első Négyzetméter Szabály (Square Metre Rule) néven fogadtak el. A szabály értelmében a hajókat a vitorlaméret alapján sorolták osztályokba, továbbá minimum értékeket határoztak meg a súlyt és a kabin méretét illetően. Eredetileg négy új osztályt hoztak létre: 22, 30, 45 és 55 m². Nem sokkal később ezeket további osztályok követték: 1912-ben a 38m², majd 1913-ban a 15, 75, 95, 120 és 150 m² majd végül 1915-ben a 38-as és 45-ös osztályt a 40 m²-esben egyesítették. Az új osztályok 1907 és 1920 között nagyon népszerűvé váltak a balti térségben. Csak finn hajóépítők 600 körüli hajót építettek. Voltak olyan évek, amikor a hajóépítés 95%-át tették ki a Klasszikus Cirkálók. Többet exportáltak európai országokba és az Egyesült Államokba.

## Hanyatlása és újjászületése

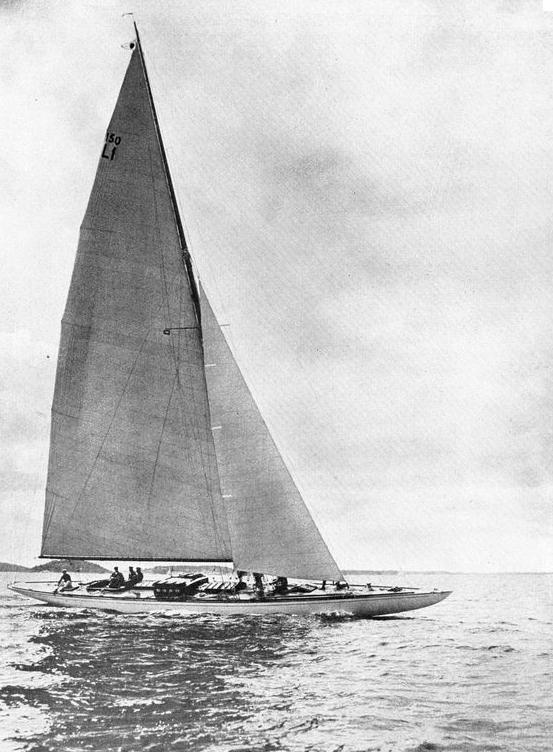
Singoalla 1922

A Square Metre Rule sokkal kevésbé volt korlátozó, mint a Nemzetközi Szabály. A relatív laza szabályozás megengedte, hogy korábban épült hajók a vitorlázat megváltoztatásával megfeleljenek a szabályoknak. A szabályozás viszonylag nagy szabadságot engedett a tervezőknek, és az élvonalbeli hajótervezők, mint a finn Gustaf Estlander és Zake Westin végül olyan merész tervekkel álltak elő, amik a korabeli hajóépítési technológiák határait feszegették. A fejlődés drámainak bizonyult. Míg az első 40-es hajók 9-10 méter hosszúak voltak, addig 1923-ban Westin már olyan hajót tervezett, amelyik 15,2 méter hosszú volt, és a vízvonal szélessége 1,74 méter, azaz a hossz és szélesség aránya 9:1 volt. A szabályok határainak feszegetése kapcsán egy gyakran emlegetett hajó, a bizonyos szempontból a csúcsot képviselő 150-es Singoalla, egy 79 láb hosszú, 11 láb széles hajó, amelyet Estlander 1912-ben tervezett, és a maga korában Balti-térség leggyorsabb hajójának tartottak.
A fejlődésnek köszönhetően a végletekig kihegyezett hajótestek gyengévé és kényelmetlenné váltak, ami gyorsan a szabály népszerűségének hanyatlásához vezetett. A 30-as és 40-es osztályok még az 1920-as nyári olimpiai játékokon is szerepelhettek, de végül csak kevés hajó állt rajthoz. Időközben a Nemzetközi Szabályok 1919-es átdolgozása meghozta annak népszerűségét, melynek eredménye az lett, hogy a Square Metre Rule alapján épített hajók kiszorultak mind a nemzetközi, mind pedig az olimpiai regattákból.
Ahogy az eredeti szabályok gyengeségei egyre jobban előtérbe kerültek, úgy kezdte azokat az SSF 1916-tól átdolgozni. Az építésre vonatkozó szabályok sokkal szigorúbbá váltak, továbbá a hajók szabadoldal-magasságát, és a maximális hosszát is meghatározták. Ezen felül újraszabályozták a belső méreteket is, hogy biztosítsák a kabin megfelelő méretét. Ezzel szemben például a Nemzetközi Szabályok nem írtak elő kabint. Végül a szabályt 1925-ben véglegesítették, és azóta is csak apróbb módosításokat eszközöltek rajta.

## Napjainkban
Ahogy az a többi osztállyal is lenni szokott, a Square Meter Rule is vesztett népszerűségéből miután nyilvánvalóvá váltak annak gyengeségei. Ennek ellenére az átdolgozott szabályok kiállták az idők próbáját, és az alapján a napjainkig építenek hajókat. A nemzetközileg legaktívabb osztályok a 22-es és 30-as cirkáló osztály. Az ennél nagyobb hajókat általában még az 1925 előtti szabályok alapján építik, leginkább a Balti-térségben, ahol a rajongók tartják őket életben. Ugyan sosem volt annyira elterjedt, mint a Nemzetközi Szabály, de számos országban lelkes rajongótábora van. Leginkább Svédországban, Finnországban és Németországban elterjedtek, sőt ez utóbbinak saját nemzeti négyzetméter szabálya van a Seefahrtkreuzer. Sok német hajót a második világháború alatt az angolok lefoglaltak és Angliába szállítottak. Ezeket a hajókat hívják Windfall jachtoknak.

## Balatoni cirkálók
A cirkálók a Balatonon is ikonikus hajótípusnak számítanak. 1934. július 28-án a Kékszalag vitorlásverseny abszolút győztese a Rabonbán 30-as cirkáló volt. A leghíresebb a Nemere II., amely 57 éven keresztül tartotta a Kékszalag sebességrekordját.
A balatoni cirkálók legnagyobb részét magyar hajóépítő műhelyekben építették, alig pár darab került hozzánk külföldről.
Összesen 13 db 22-es cirkáló került a Balatonra, az utolsó 1988-ban. A 30-as cirkálókból 1927 és 1944 között 14 db készült, majd egy 1989-ben készült sablon alapján hat darab műanyag testű hajót is készítettek, közben készült két diagonál rétegragasztott fahajó, és Németországból is került egy Magyarországra, az első Kékszalagon nyertes Rabonbán. 40-es cirkálóból ma 7 egység van a Balatonon. Az első balatoni cirkáló is 40-es volt. 1938 óta 55 darab 50-es cirkáló épült a Balatonon, az első egységek (Budapest és Kenese, 1938) svéd Erik Salander tervei alapján. Napjainkban kb. 10 darab 50-es versenyzik, és kb. 25 van a vízen. 1999. augusztus 3-án került vízre az ország egyetlen 55-ös cirkálója. Építtetője Zentai Árpád, aki feleségéről Stefániának nevezte el. 75-ös cirkálóból 3 db van: a Nemere II., a Sirocco, és a Lillafüred.